# Soenna
Het Arabische woord soenna (Arabisch: سنة, sunna; mv. سنن sunan) kan op twee manieren worden gebruikt. Het komt zowel voor als 'manier', maar ook als 'aanbevolen'.

## Manier
De soenna in de islam is de manier van Mohammed zoals die gekend is via overleveringen over diens leven, de Hadith. Uit al wat Mohammed zei en deed tijdens zijn leven wordt de soenna afgeleid. De soenna is een van de vier bronnen van het islamitische recht.
Mohammed wordt in de islam beschouwd als een gewoon mens, zonder goddelijke of bovennatuurlijke eigenschappen zoals toegeschreven aan Jezus in het christendom. Hij wordt echter door moslims gezien als de perfecte mens, en zijn leven en daden als een leven dat perfect is in de ogen van God. Soennitische moslims hechten dan ook grote waarde aan het handelen van Mohammed zoals in de soenna beschreven en trachten hun leven op een even perfecte manier te leven.
Eerst mondeling overgeleverd en vanaf circa honderd jaar na het overlijden van Mohammed systematisch verzameld en opgeschreven. Omdat een wildgroei aan 'overleveringen' dreigde te ontstaan, hebben diverse verzamelaars in de negende eeuw strenge selectiecriteria ontwikkeld om de authenticiteit van de overleveringen mee te beoordelen. Bij het formuleren van de sharia werd voornamelijk gebruikgemaakt van zes als betrouwbaar te boek staande verzamelingen.

## Koran
Het woord "sunnah" komt veertien keer voor in de Koran. Soms wordt het woord sunnah gebruikt in de context van vroegeren Sunnaht al-awwalin (betekenis: "manier van de vroegere generaties") en vaak verwijst het naar de manier van God (Sunnaht Allah). De Koran verwijst in feite niet naar sunnah als "de manier van de profeet Mohammed".
De soenna is gebaseerd op zes verzamelingen van Hadith over de levenswandel van Mohammed en zijn metgezellen, waarvan aan de Hadithverzamelingen van Al-Bukhari en in mindere mate die van Muslim ibn al-Hajjaj de meeste autoriteit wordt toegekend. Minder aanzien genieten de verzamelingen van Ibn Majah, Tirmidhi, de Muwatta van Malik en de Soenan van Aboe Dawoed. Pas twee tot drie eeuwen na de dood van Mohammed heeft de soenna zijn definitieve vorm gekregen.
Onder meer om dit laatste hecht een groep moslims alleen waarde aan de Koran en stelt grote vraagtekens bij de validiteit van de soenna. Zij noemen zichzelf Koranische moslims.

## Aanbevolen
'Soenna' wordt bij de fikh gebruikt bij de vijf categorieën van belonen en straffen. Als een handeling 'soenna' is, wordt men niet gestraft bij het nalaten, maar wel beloond in het hiernamaals. Hierbij kan men denken aan vrijwillige aalmoezen geven of extra gebeden verrichten.